# Prix Greffulhe
Pour les articles homonymes, voir Greffulhe.
Groupe 3
Le Prix Greffulhe est une course hippique de plat se déroulant au mois de mai sur l'hippodrome de Saint-Cloud.
C'est une course de Groupe 3 (Groupe 2 jusqu'en 2022) réservée aux chevaux de 3 ans, créée en 1882 en hommage au comte Henri Greffulhe (1815-1879), qui se dispute sur la distance de 2 200 mètres (la distance ayant évolué au fil des années). Son allocation s'élève à 130 000 €. Le Prix Greffulhe est une course préparatoire menant au Prix du Jockey-Club, qui se tient début juin à Chantilly. 23 poulains ont réussi le doublé Greffulhe/Jockey-Club, le dernier en date étant Study of Man en 2018. 

## Palmarès depuis 1980
| Année                         | Vainqueur        | Pays    | Père              | Jockey                | Entraîneur             | Propriétaire                | Temps    |
| ----------------------------- | ---------------- | ------- | ----------------- | --------------------- | ---------------------- | --------------------------- | -------- |
| 2024                          | Wootton Verni    | France  | Wootton Bassett   | Cristian Demuro       | Jérôme Andreu          | J.-P. Dubois & J.-C. Seroul | 2'14"79  |
| 2023                          | Greenland        | Irlande | Saxon Warrior     | Christophe Soumillon  | Aidan O'Brien          | Coolmore                    | 2'17"86  |
| Éditions labellisées Groupe 2 |                  |         |                   |                       |                        |                             |          |
| 2022                          | Onesto           | France  | Frankel           | Stéphane Pasquier     | Fabrice Chappet        | Jean-Pierre Dubois          | 2'11"43  |
| 2021                          | Baby Rider       | France  | Gleneagles        | Stéphane Pasquier     | Pascal Bary            | Jean-Louis Bouchard         | 2'10"12  |
| 2020                          | Gold Trip        | France  | Outstrip          | Stéphane Pasquier     | Fabrice Chappet        | Jean-Louis Bouchard         | 2'22"09  |
| 2019                          | Roman Candle     | France  | Le Havre          | Mickaël Barzalona     | André Fabre            | Écurie Godolphin            | 2'12''55 |
| 2018                          | Study of Man     | France  | Deep Impact       | Stéphane Pasquier     | Pascal Bary            | Écurie Niarchos             | 2'19"29  |
| 2017                          | Recoletos        | France  | Whipper           | Olivier Peslier       | Carlos Laffon-Parias   | Darpat France Sarl          | 2'13"97  |
| 2016                          | Cloth of Stars   | France  | Sea The Stars     | Mickaël Barzalona     | André Fabre            | Écurie Godolphin            | 2'03"70  |
| 2015                          | Sumbal           | France  | Danehill Dancer   | Andrea Atzeni         | Francis-Henri Graffard | Qatar Racing Ltd            | 2'13"04  |
| 2014                          | Prince Gibraltar | France  | Rock of Gibraltar | Christophe Soumillon  | Jean-Claude Rouget     | Jean-Francois Gribomont     | 2'13"56  |
| 2013                          | Ocovango         | France  | Monsun            | Pierre-Charles Boudot | André Fabre            | Prince A A Faisal           | 2'06"96  |
| 2012                          | Kesampour        | France  | King's Best       | Christophe Lemaire    | Mikel Delzangles       | Écurie Aga Khan             | 2'09"40  |
| 2011                          | Pour Moi         | France  | Montjeu           | Mickaël Barzalona     | André Fabre            | Smith, Magnier & Tabor      | 2'03"20  |
| 2010                          | Ice Blue         | France  | Dansili           | Stéphane Pasquier     | Pascal Bary            | Khalid Abdullah             | 2'07"80  |
| 2009                          | Cutlass Bay      | France  | Halling           | Frankie Dettori       | André Fabre            | Cheikh Al Maktoum           | 2'14"50  |
| 2008                          | Prospect Wells   | France  | Sadler's Wells    | Olivier Peslier       | André Fabre            | Wertheimer et Frère         | 2'11"60  |
| 2007                          | Quest for Honor  | France  | Highest Honor     | Christophe Soumillon  | André Fabre            | Famille Moussac             | 2'11"60  |
| 2006                          | Visindar         | France  | Sinndar           | Christophe Soumillon  | André Fabre            | Écurie Aga Khan             | 2'03"10  |
| 2005                          | Vatori           | France  | Vettori           | Stéphane Pasquier     | Philippe Demercastel   | Ecurie Bader                | 2'08"20  |
| 2004                          | Millemix         | France  | Linamix           | Christophe Lemaire    | Christiane Head        | Alec Head                   | 2'12"90  |
| 2003                          | Dalakhani        | France  | Darshaan          | Christophe Soumillon  | Alain de Royer-Dupré   | Écurie Aga Khan             | 2'17"30  |
| 2002                          | Act One          | France  | In The Wings      | Thierry Gillet        | Jonathan Pease         | Gerald Leigh                | 2'18"50  |
| 2001                          | Maille Pistol    | France  | Pistolet Bleu     | Jean-René Dubosc      | Jean-Claude Rouget     | Michel Roussel              | 2'28"50  |
| 2000                          | Rhenium          | France  | Rainbow for Life  | Thierry Jarnet        | Jean-Claude Rouget     | Robert Bousquet             | 2'28"50  |
| 1999                          | Montjeu          | France  | Sadler's Wells    | Cash Asmussen         | John Hammond           | Michael Tabor               | 2'20"10  |
| 1998                          | Croco Rouge      | France  | Rainbow Quest     | Sylvain Guillot       | Pascal Bary            | Wafic Saïd                  | 2'25"30  |
| 1997                          | Peintre Célèbre  | France  | Nureyev           | Olivier Peslier       | André Fabre            | Écurie Wildenstein          | 2'14"00  |
| 1996                          | Ragmar           | France  | Tropular          | Gérald Mossé          | Pascal Bary            | Jean-Louis Bouchard         | 2'10"60  |
| 1995                          | Diamond Mix      | France  | Linamix           | Thierry Jarnet        | André Fabre            | Jean-Luc Lagardère          | 2'21"50  |
| 1994                          | Tikkanen         | France  | Cozzene           | Cash Asmussen         | Jonathan Pease         | George Strawbridge          | 2'14"50  |
| 1993                          | Hunting Hawk     | France  | Sadler's Wells    | Thierry Jarnet        | André Fabre            | Cheikh Al Maktoum           | 2'18"40  |
| 1992                          | Apple Tree       | France  | Bikala            | Thierry Jarnet        | André Fabre            | Paul de Moussac             | 2'14"70  |
| 1991                          | Suave Dancer     | France  | Green Dancer      | Cash Asmussen         | John Hammond           | Henri Chalhoub              | 2'16"30  |
| 1990                          | Épervier Bleu    | France  | Saint-Cyrien      | Dominique Bœuf        | Elie Lellouche         | Daniel Wildenstein          | 2'19"80  |
| 1989                          | Along All        | France  | Mill Reef         | Cash Asmussen         | André Fabre            | Daniel Wildenstein          | 2'18"90  |
| 1988                          | Soft Machine     | France  | Foolish Pleasure  | Alfred Gibert         | Patrick Rago           | Bertrand Lavelot            | 2'13"70  |
| 1987                          | Persifleur       | France  | Lyphard's Wish    | Tony Cruz             | Patrick Biancone       | Écurie Wildenstein          | 2'12"80  |
| 1986                          | Arokar           | France  | Akarad            | Cash Asmussen         | Jacques de Chevigny    | Prince Kais Al Said         | 2'28"30  |
| 1985                          | Mouktar          | France  | Nishapour         | Yves Saint-Martin     | Alain de Royer-Dupré   | Écurie Aga Khan             | 2'35"60  |
| 1984                          | Darshaan         | France  | Shirley Heights   | Yves Saint-Martin     | Alain de Royer-Dupré   | Écurie Aga Khan             | 2'19"30  |
| 1983                          | Dom Pasquini     | France  | Rheffic           | Yves Saint-Martin     | Robert Collet          | Daniel Bertrand             | 2'17"70  |
| 1982                          | Bois de Grace    | France  | Luthier           | Henri Samani          | François Mathet        | Guy de Rothschild           | 2'17"70  |
| 1981                          | The Wonder       | France  | Wittgenstein      | Lester Piggott        | Jacques de Chevigny    | Alain du Breil              | 2'15"20  |
| 1980                          | Providential     | France  | Run The Gantlet   | Philippe Paquet       | François Boutin        | Serge Fradkoff              | 2'13"10  |